# Kremenets
Kremenets (em ucraniano:  Крем'янець, Кременець; em polonês/polaco:  Krzemieniec; em iídiche:   קרעמעניץ) é uma cidade da Ucrânia, situada no Oblast de Ternopil. Tem 20,76 km² de área e sua população em 2020 foi estimada em 20.827 habitantes.